# Nikos Beloyannis
Nikos Beloyannis (en griego: Νίκος Μπελογιάννης  ; 22 de diciembre de 1915 - 30 de marzo de 1952) fue un líder de la resistencia griega y del Partido Comunista Griego.

## Biografía
Nació en el poblado de Amaliada (Peloponeso, Grecia) en 1915. Provenía de una familia relativamente próspera y se dedicó a estudiar Derecho en Atenas, pero antes de poder graduarse fue arrestado y encarcelado en la prisión de Akronauplia (Nauplion) por el régimen de Ioannis Metaxas en la década del 30 para posteriormente ser trasladados con los alemanes en la Grecia ocupada del año 1941. Se escapó el año de 1943 y se unió al Ejército Popular de Liberación Nacional (ELAS) en el Peloponeso en conjunto con Aris Velouchiotis. Después de convertirse en Comisionado Político del Ejército Democrático de Grecia (DSE) durante la guerra civil griega, fue uno de los últimos en abandonar el país (1949) tras su derrota.
En junio del 50, Beloyannis regresó a Grecia para restablecer la organización del Partido Comunista de Grecia (KKE), que había sido declarada ilegal. Fue detenido el 20 de diciembre de 1950 y llevado ante un consejo de guerra acusado de violar la Ley, que penalizaba al KKE. Fue acusado de traición, presuntamente haber transmitido información a la Unión Soviética. El juicio de Beloyannis comenzó en Atenas el 19 de octubre de 1951. En total, 94 personas fueron acusadas. Uno de los tres miembros del consejo de guerra fue Georgios Papadopoulos quien más tarde (1967) se convirtió en el líder de la dictadura militar de 1967-1974. Beloyannis negó todas las acusaciones y destacó la naturaleza patriótica de sus acciones durante la resistencia antinazi (1941-1944), la intervención británica (1944-1946) y la guerra civil griega (1946-1949). Se hizo mundialmente conocido como el "Hombre del clavel" y, como tal, fue representado en un famoso boceto de Pablo Picasso. Beloyannis hizo una defensa apasionada de los logros de la resistencia y expuso el hecho de que en los años de la posguerra las personas que habían luchado contra los nazis fueron perseguidas por sus opiniones de izquierda, mientras que los colaboradores nazis fueron recompensados con puestos en el gobierno griego debido a la atmósfera de la guerra fría.
A pesar de los llamamientos nacionales e internacionales de clemencia, del 15 al 16 de noviembre el consejo de guerra condenó a muerte a Beloyannis y a once partisanos.  El 1 de marzo de 1952, Beloyannis y otras siete personas fueron condenados a muerte. En una semana, el gobierno griego recibió de todo el mundo cientos de miles de telegramas contra la pena de muerte, mientras una campaña internacional - con la participación de personalidades como Pablo Picasso, Charlie Chaplin, Jean Paul Sartre, Paul Éluard, Nazim Hikmet y otros solicitando la anulación del veredicto. Cuatro prisioneros fueron sacados de Kallithea la madrugada del domingo 30 de marzo de 1952 y ejecutados en el campo de Goudi. Las condenas de los otros coacusados de Beloyannis fueron conmutadas por cadena perpetua y, a mediados de la década de 1960, todos salieron de la cárcel.
Beloyannis se convirtió en uno de los grandes héroes de la resistencia griega y en una víctima simbólica del establecimiento autoritario de la posguerra. Su nombre se le dio al pueblo de Beloiannisz construido en Hungría para albergar a los refugiados políticos griegos que vivieron en el exilio desde el final de la guerra civil (1949) hasta que el primer gobierno de Andreas Papandreou les permitió regresar a Grecia a principios de los años ochenta.

## Escritos
En su última carta, escrita desde el corredor de la muerte, Beloyannis menciona dos libros que parece haber escrito sobre el desarrollo económico de Grecia y la historia de la literatura del país. Los manuscritos del primero se publicaron en 2010 con el título Capital extranjero en Grecia (Το Ξένο Κεφάλαιο στην Ελλάδα, To Kseno Kefaleo stin Ellada ). A través del análisis detallado del endeudamiento externo de Grecia, su historia se presenta como una de sujeción a potencias extranjeras e instituciones financieras que terminaron controlando la mayor parte de su economía y recursos para consternación de la clase trabajadora.